# ميجاسيروبس

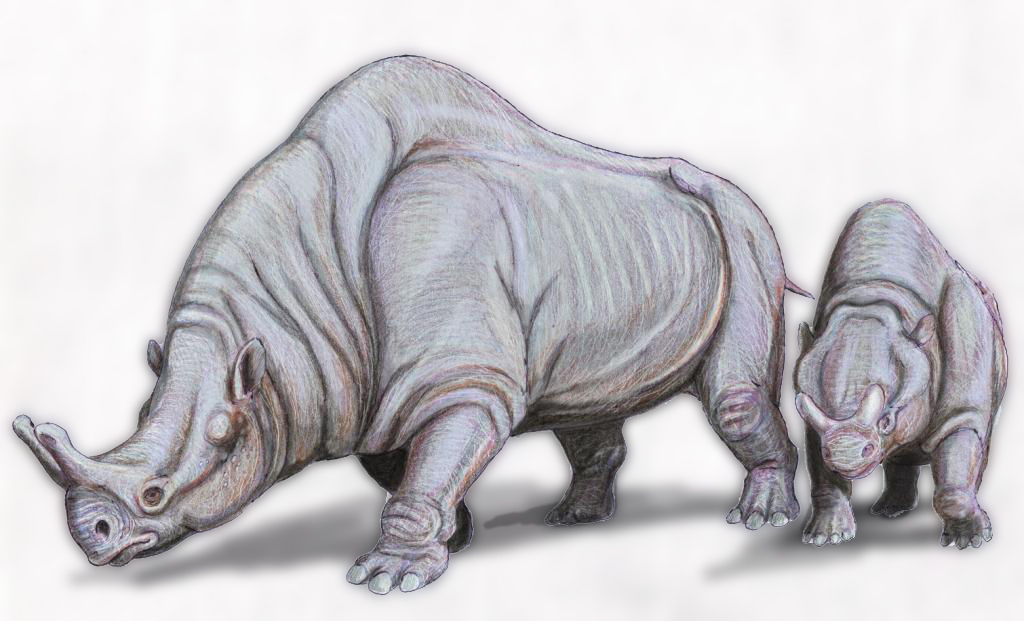
إعادة إنشاء لـ M. coloradensis

الميجاسيروپس (Megacerops، وجه قرني كبير؛ من méga- كبير kéras قرن ōps وجه) هو جنس منقرض من مفردات الأصابع من عائلة البرونتوثيريات، وهي مجموعة منقرضة من حيوانات شبيهة بوحيد القرن قريبة الصلة بالخيول، الميجاسيروپس إستوطن أمريكا الشمالية خلال الإيوسين المتأخر منذ 38-33.9 مليون سنة مضت، تواجد لمدة تقدر بـ 4.1 مليون سنة.

## معرض صور

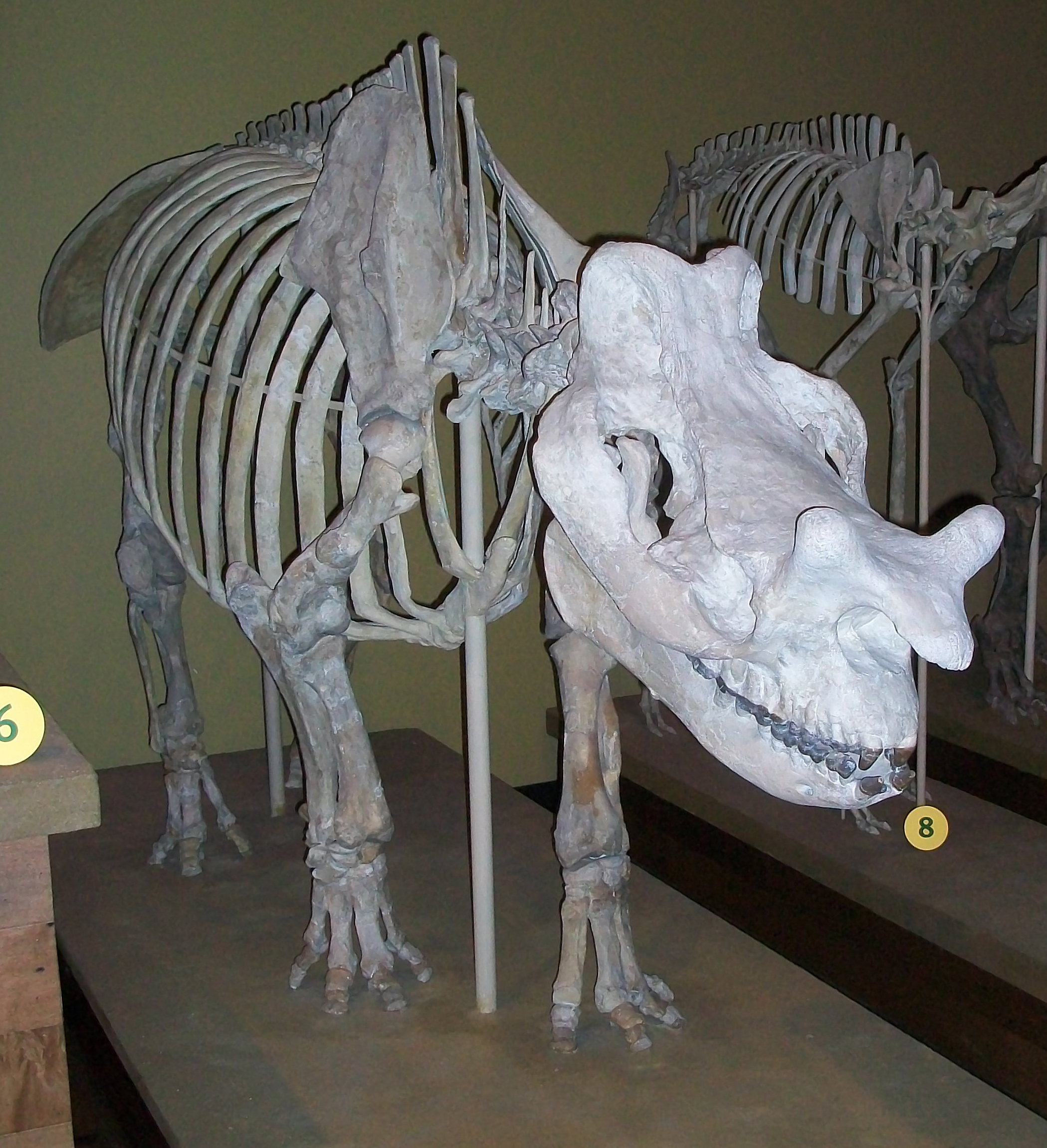
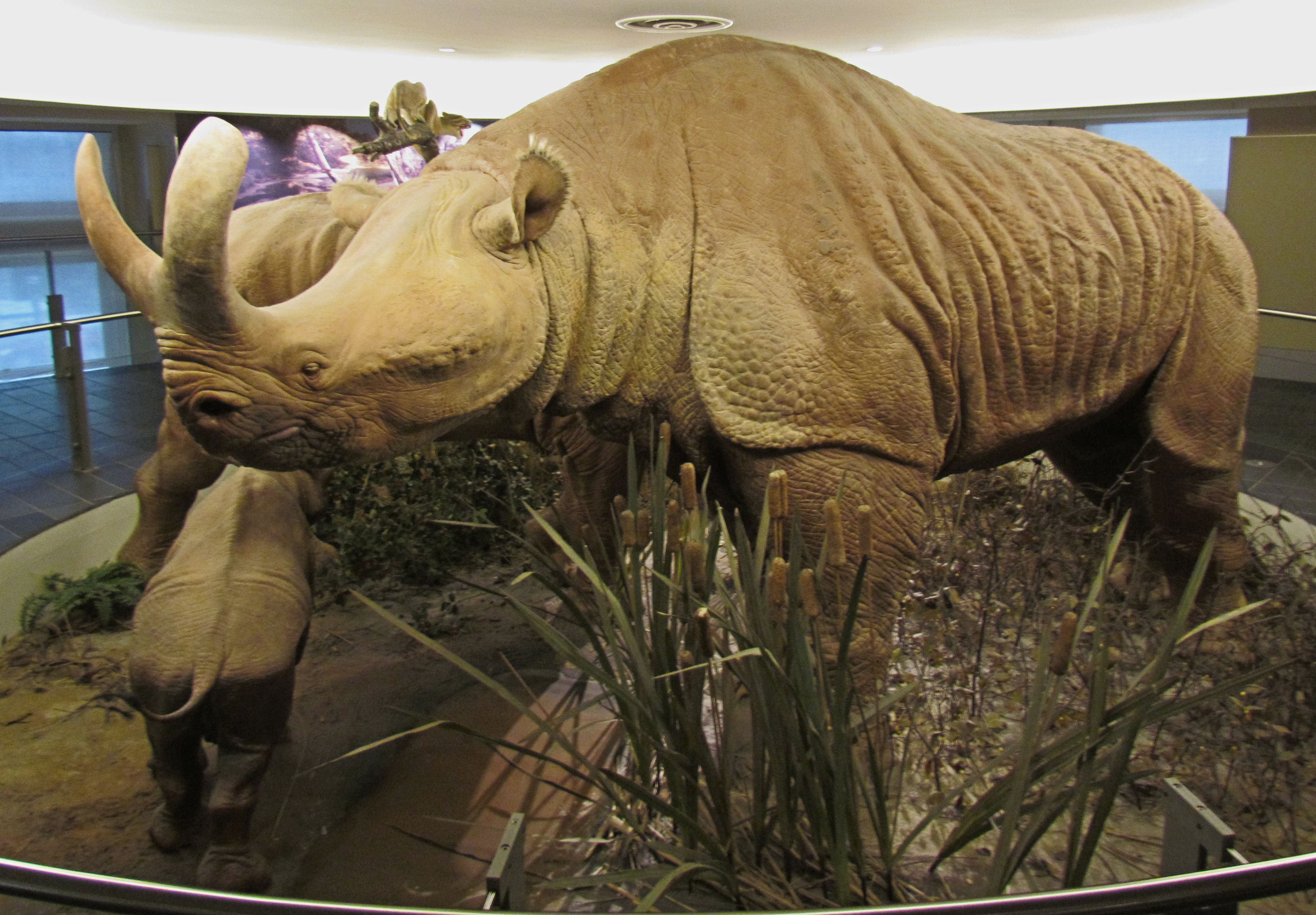
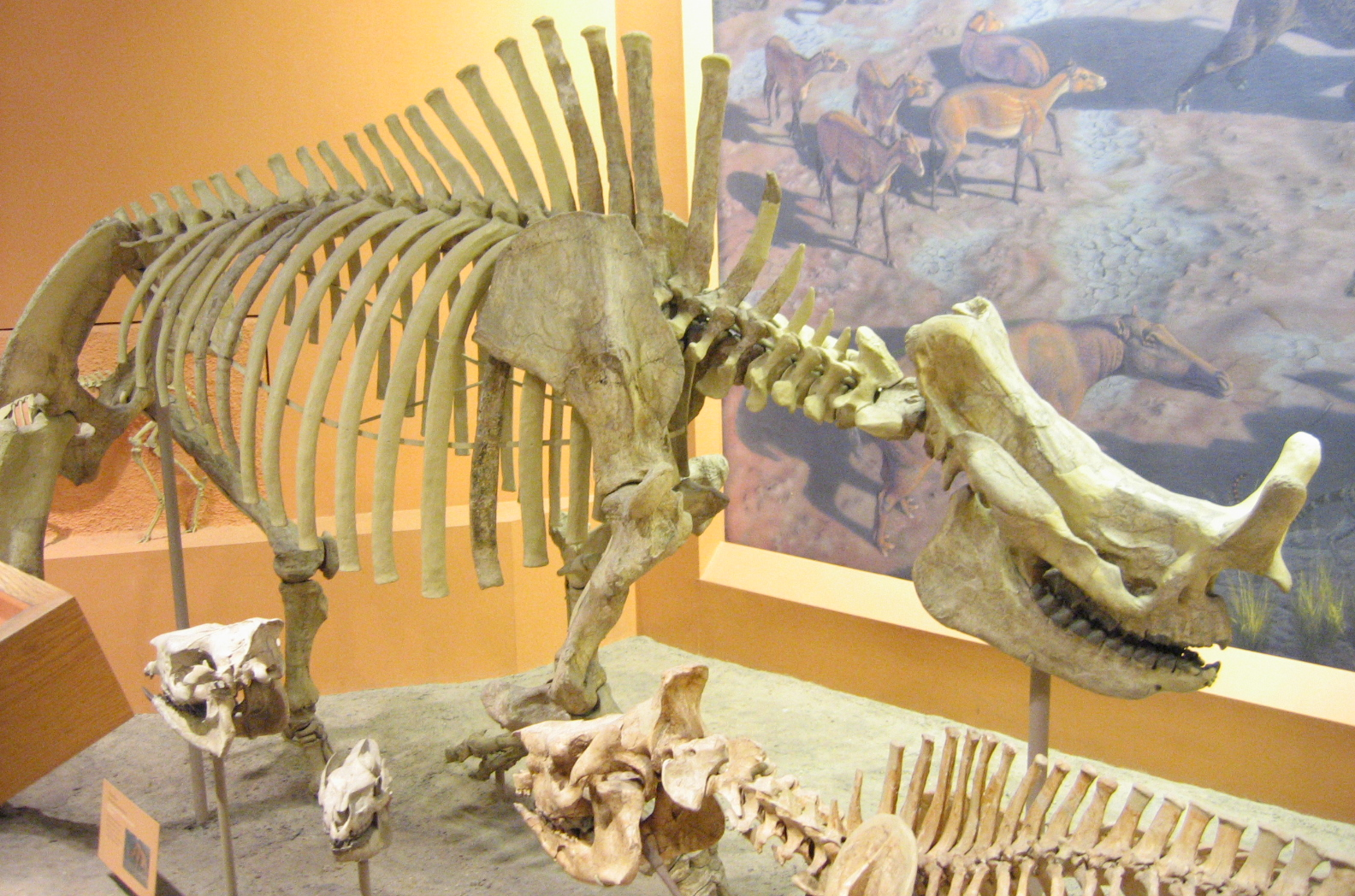